# Marco Höger
Marco Höger (ur. 16 września 1989 w Kolonii) – niemiecki piłkarz występujący na pozycji obrońcy w niemieckim klubie SV Waldhof Mannheim.
W Bundeslidze zadebiutował 6 sierpnia 2011 roku w meczu z VfB Stuttgart (0:3).